# Alice Nahon

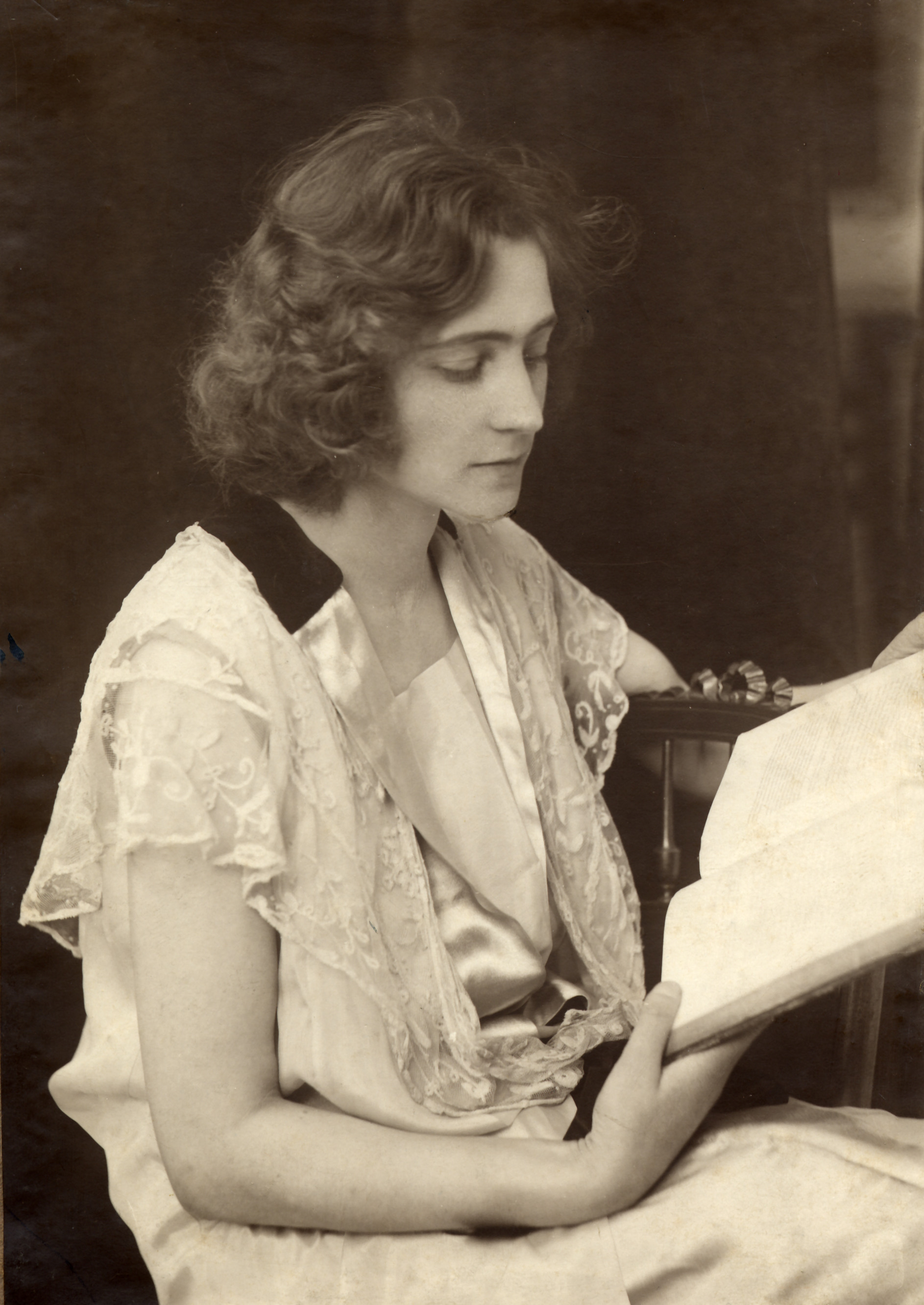
Alice Nahon, 1921

Alice Marie Nahon (* 16. August 1896 in Antwerpen; † 21. Mai 1933 ebenda) war eine belgische Dichterin.

## Leben
Alice Nahon war das dritte Kind in einer Familie mit elf Kindern. Ihr Vater, Gerard L. Nahon, war gebürtiger Niederländer hugenottischer Abstammung, ihre Mutter, Julia Gijsemans, stammte aus Putte in der Nähe von Mechelen, wo Nahon während ihrer Kindheit viel Zeit verbrachte. Sie besuchte die Grundschule in Oude God und ab 1911 die Landwirtschaftsschule in Overijse, wo sie ihren Abschluss machte.
Als der Erste Weltkrieg ausbrach, wurde sie Krankenpflegeschülerin im Stuivenberg-Krankenhaus in Antwerpen. Überarbeitet wurde sie, kaum achtzehn Jahre alt, krank und es schien, dass ihre Lunge geschädigt war. Sie studierte zwar noch an der Akademie van Antwerpen und in der Literaturklasse von Pol de Mont, aber in den folgenden Jahren musste sie einen Großteil ihrer Zeit in Sanatorien verbringen, und ab 1917 war sie sechs Jahre lang im Sint-Jozefsinstituut in Tessenderlo. Die Ärzte dort überzeugten sie davon, dass sie an Tuberkulose litt und nicht mehr lange zu leben hatte. Sie wurde depressiv und begann, ihre Lieblingsdichter, wie Guido Gezelle, zu lesen, und das Schreiben eigener Gedichte wurde ihr einziger Trost.
Während ihres Aufenthalts in Tessenderlo wurden ihre ersten Gedichte in Vlaamsch Leven veröffentlicht. Nahon schrieb zwei Gedichtsammlungen: Vondelingskens (1920) und Op zachte vooizekens (1921), durch die sie enorm populär wurde und von denen nicht weniger als eine Viertelmillion Exemplare verkauft wurden. Ihre Gedichte zeugen von der Liebe zur Natur, der Bewunderung für die einfachen Dinge und der Trauer über das eigene und das Leiden anderer Menschen und sind von religiöser Inspiration durchdrungen. In dieser Zeit, 1920, lernte sie Michel Seuphor und Geert Pijnenburg kennen, die gemeinsam die avantgardistische Zeitschrift Het Overzicht ins Leben gerufen hatten; Nahon veröffentlichte ein Gedicht in der ersten Nummer der Zeitschrift.
Dank der Großzügigkeit ihrer zahlreichen Verehrer konnte sie einen ausländischen Arzt konsultieren. Im Januar 1923 verließ sie dazu Belgien und reiste nach Luzern in der Schweiz. Nach neuen Untersuchungen wurde festgestellt, dass sie nicht an Tuberkulose, sondern an chronischer Bronchitis litt. Nach den Jahren, die sie in den Sanatorien verloren hatte, wurde sie nun nach Italien geschickt, wo sie kurz nach ihrer Ankunft geheilt wurde. Nachdem sie einige Zeit in den Landes de Gascogne und in Paris verbracht hatte, kehrte sie nach Antwerpen zurück und unterzog sich in Den Haag und Amsterdam einer erneuten medizinischen Behandlung.
Sie genoss ihre wiedergewonnene Freiheit, reiste als gefeierte Dichterin durch Flandern und die Niederlande und fand viele Freunde unter Künstlern. Sie schloss aber auch Freundschaft mit traditionelleren Schriftstellern wie Maurits Sabbe und Gerard Walschap. Im Jahr 1927 wurde sie Stadtbibliothekarin in Mechelen, wo sie ein recht freies Leben führte. 
Mit ihrer Gedichtsammlung Schaduw (1928) versuchte sie, sich von ihrer früheren, braven Poesie zu lösen, was ihr jedoch nicht gelang. 1932 wurde sie erneut krank und musste ihre Stelle als Bibliothekarin aufgeben. Sie lebte in dem malerischen Gewölbehaus des mittelalterlichen Kasteel Cantecroy bei Oude-God. Ihr Gesundheitszustand verschlechterte sich und sie verbrachte das letzte Jahr ihres Lebens in ihrer Wohnung im Zentrum von Antwerpen. Ab Januar 1933 wurde sie bettlägerig und nach einer schmerzhaften Krankheit starb sie am 21. Mai 1933 im Alter von nur 36 Jahren. Sie wurde unter großer Anteilnahme beigesetzt. Ihr Grab befindet sich auf dem Schoonselhof in Antwerpen. 
Nach ihrem Tod, im Jahr 1936, wurde die Gedichtsammlung Maart-April mit bisher unveröffentlichten Werken veröffentlicht.
Die Grundschule in Putte ist nach Nahon benannt.

## Veröffentlichungen (Auswahl)
- Vondelingskens (1920)
- Op zachte vooizekens (1921)
- Schaduw (1928)
- Maart-April (posthume Veröffentlichung nachgelassener Gedichte, 1936)

Anthologien:
- Alice Nahon en haar gedichten (1932)
- Bloemen van 't veld (1970)
- De mooiste gedichten van Alice Nahon (1983)